# Agent Tesla
Agent Tesla je malware ze skupiny trojských koní, zaměřený na krádež citlivých informací (tzv. infostealer). Byl poprvé detekován v roce 2014 a od té doby patří mezi nejrozšířenější nástroje používané při kybernetických útocích proti uživatelům operačního systému Windows. Malware je napsán v jazyce .NET, což mu umožňuje snadný běh v prostředí Windows a zároveň ztěžuje jeho analýzu.

## Charakteristika
Agent Tesla je komerčně dostupný nástroj (tzv. Malware-as-a-Service), který bývá prodáván na podzemních fórech a darknetu. Jeho obliba mezi útočníky spočívá v jednoduchém použití, širokých možnostech konfigurace a silné schopnosti exfiltrace dat.

## Funkce a schopnosti
Mezi hlavní schopnosti Agenta Tesly patří:
- Krádež přihlašovacích údajů: Extrahuje uložené údaje z webových prohlížečů (Chrome, Firefox), e-mailových klientů (Outlook, Thunderbird), FTP klientů (FileZilla) a dalších aplikací.
- Keylogging a clipboard monitoring: Sleduje stisky kláves (keylogger) a kopírovaný text ve schránce (clipboard stealer).[5]
- Snímání obrazovky: Pořizuje pravidelné screenshoty aktivní plochy nebo konkrétních oken a odesílá je útočníkovi.
- Čtení e-mailů a chatovacích zpráv: Některé verze umožňují získat obsah e-mailové a chatové komunikace.
- Stahování a odesílání souborů: Podporuje vzdálené nahrávání a stahování souborů, čímž útočník získává přímý přístup k systému oběti.
- Síťové šíření: V pokročilých verzích je schopen laterálního pohybu v síti, například pomocí protokolu SMB nebo zneužitím přístupových údajů.
- Antianalytické techniky: Používá techniky detekce virtualizace, sandboxingu a debuggování pro ztížení analýzy.[6]

## Komunikační protokoly
Agent Tesla používá různé komunikační kanály k odesílání dat na server C2 (Command and Control):
- SMTP – zasílání dat e-mailem, často na kompromitované nebo veřejné schránky (např. seznam.cz, mail.ru),
- HTTP/HTTPS – POST požadavky obsahující exfiltrovaná data, často v Base64 nebo jinak zakódované podobě,
- FTP – upload dat na vzdálené servery.

## Distribuce
Agent Tesla je nejčastěji šířen prostřednictvím:
- Phishingových e-mailů – s přílohami ve formátu .doc, .xls, .pdf, .zip, .rar nebo přímo spustitelnými soubory (.exe),[9][10]
- Makro skriptů – v souborech Microsoft Office s povolenými makry (VBA),[11]
- PowerShellových skriptů – spuštěných přes inicializační skripty nebo shellcode,[12]
- Exploit kitů a kompromitovaných webových stránek.[13]

## IOC (Indicators of Compromise)
- Podezřelé připojení na neznámé SMTP, FTP nebo HTTP servery[7]
- Výskyt .NET binárních souborů ve složkách s dočasnými soubory
- Záznamy o přístupu ke schránce, klávesnici a prohlížeči[14]
- Hash vzorků (SHA-256), např.:[13] 7d2df14c0226085989605548632bd52166fdce3984b7b73a38cadd140c36fe37

## Ochrana a detekce
Detekce Agent Tesly je možná pomocí:
- Antivirových a antimalwarových programů s heuristickou analýzou
- Síťového monitoringu (IDS/IPS), který sleduje podezřelé odchozí spojení
- Behaviorální analýzy na úrovni endpointu (EDR)